# Kurt Gildisch

Kurt Glidisch 1933

Kurt Werner Rudolf Gildisch (* 2. März 1904 in Potrempschen, Ostpreußen; † 5. März 1956 in Berlin) war ein deutscher Polizeibeamter und SS-Offizier. Gildisch wurde bekannt als zeitweiliger Befehlshaber des SS-Begleitkommandos des Führers und als Mörder von Erich Klausener, den er während der Röhm-Affäre erschoss.

## Leben

### Frühes Leben (1904 bis 1931)
Gildisch war das vierte Kind des Lehrers Paul Gildisch und seiner Ehefrau Marie, geborene Riel. In seiner Kindheit besuchte er die Volksschule in Potrempschen im heutigen Rajon Osjorsk. Anschließend wurde er bis 1922 am Lehrerseminar in Karalene bei Insterburg ausgebildet. Die Lehrerprüfung legte er 1924 ab. Da er keine Möglichkeit fand, den Lehrerberuf auszuüben, bewarb er sich bei der Schutzpolizei. Im Januar 1925 wurde er zur Polizeischule Sensburg geschickt, die er im September 1925 mit der Qualifikation für die beschleunigte Beförderung zum Offizier verließ.
Zum 1. Oktober 1925 wurde Gildisch nach Berlin versetzt, wo er in den folgenden fünfeinhalb Jahren Dienst in verschiedenen Polizeirevieren versah. Nachdem sein Ruf in Berlin bereits seit einigen Jahren aufgrund von starker Unachtsamkeit und einem Hang zum Trinken gelitten hatte, wurde er im März 1931 wegen nationalsozialistischer Umtriebe fristlos aus dem Polizeidienst entlassen. Direkter Anlass war das Singen tendenziöser Lieder in Polizeikasernen.

### Führerbegleitkommando und Röhm-Putsch (1931 bis 1934)

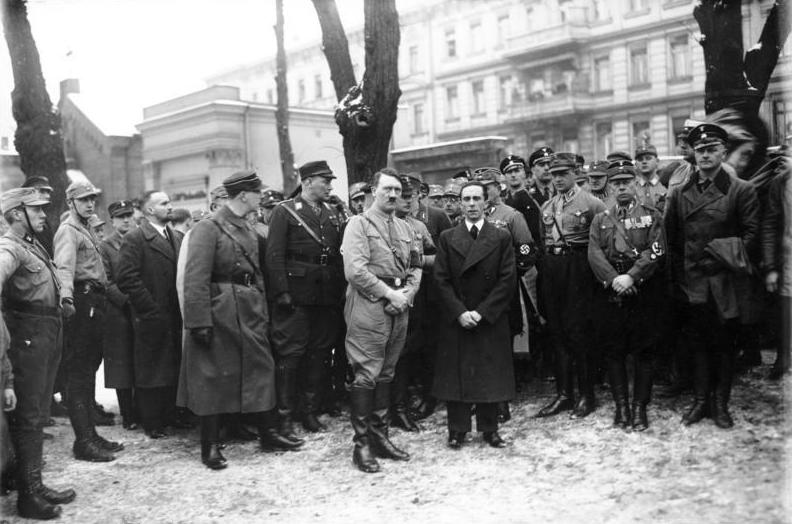
1933 Berlin. Von re.: Gildisch, Hühnlein, N. N., Daluege (verdeckt), (verdeckt) Ritter v. Epp, Goebbels, Röhm (halb verdeckt), Hitler, Brückner, Graf Helldorff

Nach seinem Ausscheiden aus der Polizei schlug Gildisch sich mit Gelegenheitsarbeiten durch. Außerdem trat er zum 1. April 1931 der NSDAP offiziell bei (Mitgliedsnummer 690.762). Zudem wurde er Mitglied der SA, des Straßenkampfverbandes der Partei, bevor er Ende 1931 in die SS übertrat (SS-Nummer 13.138), die zu dieser Zeit eine Art parteiinterne Polizeitruppe war.
Im Frühjahr 1932 wurde Gildisch in den sogenannten „Beschattungsdienst“ der NSDAP aufgenommen, der im Hotel Kaiserhof für die Sicherheit Hitlers zu sorgen hatte, wenn dieser in Berlin weilte. Offiziell stand er seit dem 23. März 1932 im Parteidienst der NSDAP. Im Sommer 1932 wurde er auf Fürsprache von Kurt Daluege dem zu dieser Zeit gebildeten sogenannten Führerbegleitkommando, die persönliche Leibwache Adolf Hitlers, zugeteilt. Am 11. April 1933 wurde er zum Kommandeur dieser Einheit ernannt. In dieser Stellung wurde er in rascher Folge zum SS-Sturmführer (1. Juli 1933), SS-Obersturmführer (1. September 1933) und SS-Hauptsturmführer (9. November 1933) befördert.
Aufgrund von Alkoholproblemen wurde Gildisch am 1. Mai 1934 von Heinrich Himmler von der Führung des Begleitkommandos abberufen und zur Leibstandarte SS Adolf Hitler in Berlin-Lichterfelde versetzt. Vom 10. Juni bis 1. Oktober 1934 durchlief er eine informatorische Ausbildung bei dieser Truppe.
Am 30. Juni 1934 wurde Gildisch im Zuge der Röhm-Affäre von Reinhard Heydrich mit der Ermordung von Erich Klausener, Ministerialdirektor im Reichsverkehrsministerium und Leiter der Katholischen Aktion, beauftragt, den Heydrich als „gefährlichen Katholikenführer“ ansah. Zusammen mit einem höheren SD-Offizier suchte Gildisch Klausener in seinem Büro im Reichsverkehrsministerium auf, wo er ihm seine Verhaftung mitteilte. Als Klausener seinen Hut vom Garderobenhaken nahm, um die beiden Männer zu begleiten, schoss Gildisch ihm hinterrücks in den Kopf. Er tarnte den Mord anschließend als Selbstmord, indem er die Tatwaffe in Klauseners Hand legte und das Büro von zwei Wachposten abriegeln ließ. Später am selben Tag flog Gildisch nach Bremerhaven, wo er den Leiter der SA-Obergruppe I, SA-Gruppenführer Karl Ernst übernahm, der kurz zuvor verhaftet worden war, als er im Begriff war, ein Kreuzfahrtschiff zu besteigen, um seine Hochzeitsreise nach Madeira anzutreten. Mit Ernst in seinem Gewahrsam flog Gildisch nach Berlin zurück, wo er seinen Gefangenen in der Kadettenanstalt Lichterfelde ablieferte. Dort wurde Ernst noch am selben Abend in Gildischs Gegenwart erschossen. Am folgenden Tag nahm Gildisch in Heydrichs Auftrag noch zwei weitere SA-Führer fest, nämlich den SA-Arzt Erwin Villain und einen Mann, den er vor Gericht als Klein identifizierte (wahrscheinlich Karl Ernsts Adjutant Willi Klemm), die er zur Erschießung nach Lichterfelde brachte. Am 4. Juli 1934 wurde Gildisch aufgrund seines Einsatzes in der „Röhm-Affäre“ zum SS-Sturmbannführer befördert.

### Weitere Karriere in der SS und Ausschluss aus dieser (1934 bis 1936)
Nach dem Abschluss eines Lehrgangs bei der Leibstandarte wurde Gildisch nach Dresden versetzt und diente dort zunächst bis Oktober 1934 als Adjutant des SS-Abschnitts II. Danach wurde er zum Führer eines Sturmbannes der 48. SS-Standarte in Leipzig ernannt.
In der Nacht vom 5. zum 6. Dezember 1935 hielt Gildisch sich mit seinem Freund Huck in der Gaststätte der Central Theater-Betriebe in Leipzig auf. Nachdem sie bereits gegen Mitternacht mit einem Kellner heftig aneinandergeraten waren, kam es gegen 3.00 Uhr nachts, als der Nachtportier sie auf die Polizeistunde hinwies, zu einer schweren Auseinandersetzung. Gildisch und Huck weigerten sich aufzubrechen, und Gildisch stieß Drohungen gegen den Leipziger Polizeipräsidenten Knofe aus und erging sich unter Alkoholeinfluss in weiteren wüsten Ausfällen. Huck griff einen Kellner tätlich an. Die Auseinandersetzungen setzten sich im Vorraum der Gaststätte und schließlich auf der Straße fort. Den Hauptstellenleiter der Reichsleitung der DAF Walter Rentmeister, der Gildisch stellte und ermahnte sich zu benehmen, überzog Gildisch ebenso mit Verbalinjurien wie zwei Polizisten, die erschienen („Ihr Arschlöcher habt mir gar nichts zu sagen!“) und griff den Polizeipräsidenten weiterhin an. Er weigerte sich seinen Namen zu nennen, setzte sich in volltrunkenem Zustand ans Steuer seines Kraftwagens, fuhr die Straße einige Hundert Meter im Zickzackkurs hinab und rammte dann ein Verkehrsschild, das umstürzte. Er verließ den schwerbeschädigten Wagen und ließ ihn einfach stehen, so dass der Verkehr stark behindert wurde, bis die Polizei den Wagen abschleppen ließ.
Der Polizeipräsident stellte daraufhin Strafantrag gegen Gildisch wegen Beleidigung seiner Person und seiner Polizeibeamten. Ebenso Walter Rentmeister. Gildisch wurde wegen Übertretung der Straßenverkehrsordnung angeklagt. Der Prozess fand vor der 38. großen Strafkammer des Landgerichts Leipzig statt. Gildisch behauptete, der Kellner in den Central-Theater-Betrieben habe sich abfällig über die SS geäußert und das von ihm umgefahrene Straßenschild sei unbeleuchtet gewesen, so dass er es nicht habe sehen können. Das Gericht ließ sich nicht überzeugen und wertete auch die übrigen Einwände Gildischs als widerlegt. Am 2. Dezember 1936 wurde Gildisch zu fünf Monaten Gefängnis verurteilt. Die Haftstrafe verbüßte er 1937 in der Haftanstalt Berlin-Moabit.
Am 18. Mai 1936 war Gildisch bereits durch Anordnung des Gauleiters von Sachsen aus der NSDAP ausgeschlossen worden. Durch Verfügung Himmlers vom 3. Juni 1936 wurde er zum SS-Mann degradiert und aus der SS ausgeschlossen.
Nach seiner Entlassung aus Moabit war Gildisch ein Jahr bei der I.G. Farben und dann bei der Groß-Einkaufsgenossenschaft in Lichterfelde beschäftigt. Am 8. Juli 1939 heiratete Gildisch Herta George. Die Ehe wurde am 30. März 1949 geschieden.

### Zweiter Weltkrieg (1939 bis 1945)
Unmittelbar nach dem Beginn des Zweiten Weltkrieges meldete Gildisch sich im September 1939 freiwillig zur Waffen-SS und wurde am 1. November 1939 aufgenommen. Am 2. Januar 1940 wurde er zunächst dem „Verlorenen Haufen“, einer Bewährungseinheit, zugeteilt. Aufgrund seiner Leistungen in den Jahren 1940 und 1941 empfahl sein Kommandeur die Wiederaufnahme Gildischs in die SS. Himmler entschied jedoch, dass eine Wiederaufnahme in die SS erst nach Kriegsende sowie nachdem die Kanzlei des Führers seiner Wiederaufnahme in die NSDAP zugestimmt habe, möglich sei. Ein entsprechender Antrag, den Gildisch am 2. Februar 1942 an die Parteikanzlei der NSDAP stellte – und den Himmler befürwortete –, wurde zu diesem Zeitpunkt abgelehnt; die Gnadenwürdigkeit des Antragstellers sei bis nach Kriegsende zurückzustellen.
Nach dem Westfeldzug wurde erneut ein Disziplinarverfahren gegen Gildisch eingeleitet, der diesmal in angetrunkenem Zustand einen Vorfall in einem französischen Lokal verursacht hatte. Gildisch fühlte sich bedroht, legte ostentativ seine Pistole auf den Tisch, an dem er saß, und nahm dann einem Gast seine Aktentasche ab. Anschließend weigerte er sich erst einem herbeigerufenen Feldgendarmen, später einem Stabsscharführer und schließlich einem Leutnant gegenüber, Angaben zu seiner Person zu machen. Erst auf mehrfache Aufforderung hin ging er mit auf die Wache, um sich dort auszuweisen. Das Verfahren wurde schließlich ohne Urteil eingestellt.
Im Anschluss an die Teilnahme an einem Lehrgang bei der SS-Junkerschule Bad Tölz wurde Gildisch zum Oberscharführer der Waffen-SS und kurz darauf mit Wirkung zum 20. April 1941 zum Untersturmführer der Waffen-SS befördert.
Ab 1942 nahm Gildisch am Deutsch-Sowjetischen Krieg teil. Vom 1. Februar 1942 bis 15. September 1943 gehörte er der SS-Panzergrenadier-Division „Totenkopf“ an. Am 24. Juni 1942 beleidigte er wiederum in leicht angetrunkenem Zustand Unteroffiziere und Soldaten des Baubataillons 25, als diese zögerten, ihm dabei zu helfen, steckengebliebene Kraftfahrzeuge frei zu bekommen. Als die Unteroffiziere in dieser Situation zuerst die Entscheidung ihrer Offiziere einholen wollten, wurde er beleidigend. Theodor Eicke verurteilte Gildisch am 27. Dezember 1942 als Gerichtsherr zu mehrwöchigem Stubenarrest. Von November bis Dezember 1943 verbrachte Gildisch einige Tage in der Entzugsklinik im Konzentrationslager Buchenwald.
Seit 1944 wurde Gildisch mit der SS-Division Nordland in der Sowjetunion eingesetzt. Im August 1944 wurde er verwundet und kehrte nach Lazarett-Aufenthalten in Krakau und Berlin zur Division Nordland zurück, bei der er bis Kriegsende verblieb. Am 2. Mai 1945 geriet Gildisch bei der Schlacht um Berlin in sowjetische Kriegsgefangenschaft, aus der er im August 1946 entlassen wurde.

### Nachkriegszeit (1945 bis 1956)
Nach seiner Entlassung aus der Kriegsgefangenschaft musste Gildisch sich sein rechtes Bein, das nach seiner Verwundung von 1944 nicht richtig ausgeheilt war, amputieren lassen. Dieses wurde durch eine Prothese ersetzt. Die Beinverletzung machte zwölf Operationen erforderlich, so dass er achtundachtzig Wochen im Krankenhaus verbringen musste. Infolgedessen war er längere Zeit arbeitsunfähig. Er fand schließlich nach einer Umschulung zum Buchbinder als Schwerbeschädigter in den Sozialen Werken des Evangelischen Hilfsdienstes Arbeit. Am 18. Juli 1949 heiratete er ein weiteres Mal.
1949 traf Gildisch am Berliner Bahnhof Friedrichstraße zufällig einen alten Bekannten, vor dem er sich 1934 der Ermordung Klauseners gerühmt hatte. Dieser ließ sich seine Adresse geben und zeigte ihn anschließend in West-Berlin bei der Polizei an. Zunächst bestritt Gildisch die ihm zur Last gelegte Tat und behauptete, dass er zwar einen Auftrag zur Erschießung Klauseners erteilt bekommen habe, von dieser Aufgabe jedoch abgezogen worden sei, noch bevor er ihn habe ausführen können, und stattdessen nach Bremen geschickt worden sei, um den dort verhafteten SA-Gruppenführer Ernst abzuholen und nach Berlin zu bringen. Die Erschießung Klauseners habe daher nicht er durchgeführt, sondern eine andere Person. Nach eingehenden Ermittlungen der Staatsanwaltschaft erhärtete sich der gegen Gildisch vorgebrachte Tatverdacht. Belastend war insbesondere eine Aussage des Ernst-Adjutanten Martin Kirschbaum, wonach Gildisch erst derart spät am 30. Juni 1934 nach Bremen reiste, dass er durchaus Gelegenheit gehabt hätte, die Erschießung Klauseners in der Mittagszeit dieses Tages auszuführen. Am 24. August 1950 wurde deshalb Haftbefehl gegen ihn erlassen. Er wurde zur Untersuchungshaft in die Strafanstalt Moabit eingewiesen.
In einem Schwurgerichtsverfahren verurteilte das Landgericht Berlin Gildisch am 24. Mai 1951 wegen Mordes an Klausener zu einer Zuchthausstrafe von fünfzehn Jahren.
Am 5. Januar 1956 wurde Gildisch infolge von Blähungen in eine Privatklinik im Bezirk Wilmersdorf eingewiesen. Dort starb er Anfang März an einem unheilbaren Leberleiden, nachdem die Strafvollstreckung wegen Haftunfähigkeit und mangelnder Behandlungsmöglichkeit unterbrochen worden war.

## Beförderungen
- 1. Juli 1931: SS-Scharführer
- 1. Oktober 1931: SS-Truppführer
- 1. Juli 1933: SS-Sturmführer
- 1. September 1933: SS-Obersturmführer
- 9. November 1933: SS-Sturmhauptführer (Hauptsturmführer)
- 4. Juli 1934: SS-Sturmbannführer[Anmerkung 1]
- 1936 Degradierung zum einfachen SS-Mann und Ausschluss aus der SS
- 1939: Eintritt in die Waffen-SS
- 1941: Oberscharführer der Waffen-SS
- 20. April 1941 Untersturmführer der Waffen-SS

## Archivarische Überlieferung
Die Ermittlungs- und Prozessakten zu dem von Gildisch begangenen Mord an Klausener werden im Landesarchiv Berlin verwahrt (Landesarchiv Berlin: B.-Rep. 058, Nr. 1493: Staatsanwaltschaft beim Landgericht Berlin: Strafsache gegen Kurt Gildisch (1904–1956) wegen der Ermordung Dr. Erich Klauseners im Zuge des sogenannten Röhm-Putsches). Abschriften des Urteils des Schwurgerichts bei dem Landgericht Berlin vom 21. und 24. Mai 1951 und des Urteils des Schwurgerichts bei dem Landgericht Berlin vom 18. Mai 1953 sowie des Revisionsantrages von Gildischs Verteidiger finden sich als Anhang veröffentlicht bei Bernhard Sauer In Heydrichs Auftrag. Kurt Gildisch und der Mord an Erich Klausener während des „Röhm-Putsches“, Berlin 2017 (S. 95–113, S. 123–146 und S. 114–122).
Das Bundesarchiv Berlin besitzt verschiedene Personalakten zu Gildisch, so insbesondere seine SS-Personalakte und eine Personalkarteikarte im Bestand Parteikorrespondenz (PK-Mikrofilm D 54 „Gigler, Maria – Gilg, Karl“, Bilder 2403–2408).
Auf der Website des Instituts für Zeitgeschichte sind zudem Digitalisate von Vernehmungsprotokollen Gildisch, Sepp Dietrich und Ernst Brandenburg zum Mord an Klausener verfügbar.